# 李淮浦
李淮浦，中國清朝官員，本籍中國河南。
李淮浦於1743年（乾隆8年）接替楊允璽，於台灣擔任台灣府台灣縣知縣。